# Leonardo Escalona
Leonardo Escalona Montaner (Bielsa, 1891 – Llascuarre, 1938) fue un maestro y escritor en aragonés. Se formó en magisterio en Huesca entre los años 1908 y 1911. Desarrolló su profesión en varias poblaciones del norte de Aragón, entre los años 1913 y hasta su 1938 (Esplús, Saravillo, Salinas de Sin, Bielsa y Albalate de Cinca).
Se casó en 1924 con Segunda Gracia, compañera suya en la carrera de magisterio, con la que tendrá dos hijos, Bianor y Gonzalo
Falleció en 1938, cerca de Lascuarre mientras intentaba escapar a Francia junto con su esposa y uno de sus hijos en el contexto de la Guerra Civil Española.
En la literatura en aragonés es conocido por escribir tres poemas en aragonés belsetano, su lengua materna. Estos son: Las fiestas de San Medardo. Benabarre, Desde Bielsa para Puibolea y De Tiermas a Bielsa. También es autor del folleto La fiesta del árbol (1933), junto con varios autores, que incluía una obra de teatro y una serie de pensamientos y frases sobre la importancia de la naturaleza, orientado a un público infantil.